# Casigua-El Cubo
Casigua-El Cubo – miasto w Wenezueli, w stanie Zulia.